# Кейранс, Пётр Янович
Пётр Янович Кейранс (латыш. Pēteris Ķeirāns; 28 марта 1886 — 18 октября 1947, Рига) — российский, латвийский и советский шахматный композитор. Отец Артура Кейранса.
С 1913 года опубликовал свыше 400 задач (из них 250 — трёхходовки). Завоевал на конкурсах свыше 100 отличий. Победитель первенства Латвии по композиции (1934).
В 1931 г. был избран членом правления Латвийского шахматного общества.

## Задачи
|   | a | b | c | d | e | f | g | h |   |
| - | --- | --- | --- | --- | --- | --- | --- | --- | - |
| 8 | a8 чёрный слон · d8 чёрная ладья · f8 чёрный конь · e7 белый конь · a6 белый слон · d6 белый слон · c5 белая ладья · g5 белый конь · h5 чёрная пешка · b4 белый ферзь · e4 чёрная пешка · g4 чёрная пешка · h4 чёрный король · g3 белая ладья · h3 чёрный ферзь · b2 белый король · f2 белая пешка · g2 чёрная пешка · h2 чёрный слон | a8 чёрный слон · d8 чёрная ладья · f8 чёрный конь · e7 белый конь · a6 белый слон · d6 белый слон · c5 белая ладья · g5 белый конь · h5 чёрная пешка · b4 белый ферзь · e4 чёрная пешка · g4 чёрная пешка · h4 чёрный король · g3 белая ладья · h3 чёрный ферзь · b2 белый король · f2 белая пешка · g2 чёрная пешка · h2 чёрный слон | a8 чёрный слон · d8 чёрная ладья · f8 чёрный конь · e7 белый конь · a6 белый слон · d6 белый слон · c5 белая ладья · g5 белый конь · h5 чёрная пешка · b4 белый ферзь · e4 чёрная пешка · g4 чёрная пешка · h4 чёрный король · g3 белая ладья · h3 чёрный ферзь · b2 белый король · f2 белая пешка · g2 чёрная пешка · h2 чёрный слон | a8 чёрный слон · d8 чёрная ладья · f8 чёрный конь · e7 белый конь · a6 белый слон · d6 белый слон · c5 белая ладья · g5 белый конь · h5 чёрная пешка · b4 белый ферзь · e4 чёрная пешка · g4 чёрная пешка · h4 чёрный король · g3 белая ладья · h3 чёрный ферзь · b2 белый король · f2 белая пешка · g2 чёрная пешка · h2 чёрный слон | a8 чёрный слон · d8 чёрная ладья · f8 чёрный конь · e7 белый конь · a6 белый слон · d6 белый слон · c5 белая ладья · g5 белый конь · h5 чёрная пешка · b4 белый ферзь · e4 чёрная пешка · g4 чёрная пешка · h4 чёрный король · g3 белая ладья · h3 чёрный ферзь · b2 белый король · f2 белая пешка · g2 чёрная пешка · h2 чёрный слон | a8 чёрный слон · d8 чёрная ладья · f8 чёрный конь · e7 белый конь · a6 белый слон · d6 белый слон · c5 белая ладья · g5 белый конь · h5 чёрная пешка · b4 белый ферзь · e4 чёрная пешка · g4 чёрная пешка · h4 чёрный король · g3 белая ладья · h3 чёрный ферзь · b2 белый король · f2 белая пешка · g2 чёрная пешка · h2 чёрный слон | a8 чёрный слон · d8 чёрная ладья · f8 чёрный конь · e7 белый конь · a6 белый слон · d6 белый слон · c5 белая ладья · g5 белый конь · h5 чёрная пешка · b4 белый ферзь · e4 чёрная пешка · g4 чёрная пешка · h4 чёрный король · g3 белая ладья · h3 чёрный ферзь · b2 белый король · f2 белая пешка · g2 чёрная пешка · h2 чёрный слон | a8 чёрный слон · d8 чёрная ладья · f8 чёрный конь · e7 белый конь · a6 белый слон · d6 белый слон · c5 белая ладья · g5 белый конь · h5 чёрная пешка · b4 белый ферзь · e4 чёрная пешка · g4 чёрная пешка · h4 чёрный король · g3 белая ладья · h3 чёрный ферзь · b2 белый король · f2 белая пешка · g2 чёрная пешка · h2 чёрный слон | 8 |
| 7 | a8 чёрный слон · d8 чёрная ладья · f8 чёрный конь · e7 белый конь · a6 белый слон · d6 белый слон · c5 белая ладья · g5 белый конь · h5 чёрная пешка · b4 белый ферзь · e4 чёрная пешка · g4 чёрная пешка · h4 чёрный король · g3 белая ладья · h3 чёрный ферзь · b2 белый король · f2 белая пешка · g2 чёрная пешка · h2 чёрный слон | a8 чёрный слон · d8 чёрная ладья · f8 чёрный конь · e7 белый конь · a6 белый слон · d6 белый слон · c5 белая ладья · g5 белый конь · h5 чёрная пешка · b4 белый ферзь · e4 чёрная пешка · g4 чёрная пешка · h4 чёрный король · g3 белая ладья · h3 чёрный ферзь · b2 белый король · f2 белая пешка · g2 чёрная пешка · h2 чёрный слон | a8 чёрный слон · d8 чёрная ладья · f8 чёрный конь · e7 белый конь · a6 белый слон · d6 белый слон · c5 белая ладья · g5 белый конь · h5 чёрная пешка · b4 белый ферзь · e4 чёрная пешка · g4 чёрная пешка · h4 чёрный король · g3 белая ладья · h3 чёрный ферзь · b2 белый король · f2 белая пешка · g2 чёрная пешка · h2 чёрный слон | a8 чёрный слон · d8 чёрная ладья · f8 чёрный конь · e7 белый конь · a6 белый слон · d6 белый слон · c5 белая ладья · g5 белый конь · h5 чёрная пешка · b4 белый ферзь · e4 чёрная пешка · g4 чёрная пешка · h4 чёрный король · g3 белая ладья · h3 чёрный ферзь · b2 белый король · f2 белая пешка · g2 чёрная пешка · h2 чёрный слон | a8 чёрный слон · d8 чёрная ладья · f8 чёрный конь · e7 белый конь · a6 белый слон · d6 белый слон · c5 белая ладья · g5 белый конь · h5 чёрная пешка · b4 белый ферзь · e4 чёрная пешка · g4 чёрная пешка · h4 чёрный король · g3 белая ладья · h3 чёрный ферзь · b2 белый король · f2 белая пешка · g2 чёрная пешка · h2 чёрный слон | a8 чёрный слон · d8 чёрная ладья · f8 чёрный конь · e7 белый конь · a6 белый слон · d6 белый слон · c5 белая ладья · g5 белый конь · h5 чёрная пешка · b4 белый ферзь · e4 чёрная пешка · g4 чёрная пешка · h4 чёрный король · g3 белая ладья · h3 чёрный ферзь · b2 белый король · f2 белая пешка · g2 чёрная пешка · h2 чёрный слон | a8 чёрный слон · d8 чёрная ладья · f8 чёрный конь · e7 белый конь · a6 белый слон · d6 белый слон · c5 белая ладья · g5 белый конь · h5 чёрная пешка · b4 белый ферзь · e4 чёрная пешка · g4 чёрная пешка · h4 чёрный король · g3 белая ладья · h3 чёрный ферзь · b2 белый король · f2 белая пешка · g2 чёрная пешка · h2 чёрный слон | a8 чёрный слон · d8 чёрная ладья · f8 чёрный конь · e7 белый конь · a6 белый слон · d6 белый слон · c5 белая ладья · g5 белый конь · h5 чёрная пешка · b4 белый ферзь · e4 чёрная пешка · g4 чёрная пешка · h4 чёрный король · g3 белая ладья · h3 чёрный ферзь · b2 белый король · f2 белая пешка · g2 чёрная пешка · h2 чёрный слон | 7 |
| 6 | a8 чёрный слон · d8 чёрная ладья · f8 чёрный конь · e7 белый конь · a6 белый слон · d6 белый слон · c5 белая ладья · g5 белый конь · h5 чёрная пешка · b4 белый ферзь · e4 чёрная пешка · g4 чёрная пешка · h4 чёрный король · g3 белая ладья · h3 чёрный ферзь · b2 белый король · f2 белая пешка · g2 чёрная пешка · h2 чёрный слон | a8 чёрный слон · d8 чёрная ладья · f8 чёрный конь · e7 белый конь · a6 белый слон · d6 белый слон · c5 белая ладья · g5 белый конь · h5 чёрная пешка · b4 белый ферзь · e4 чёрная пешка · g4 чёрная пешка · h4 чёрный король · g3 белая ладья · h3 чёрный ферзь · b2 белый король · f2 белая пешка · g2 чёрная пешка · h2 чёрный слон | a8 чёрный слон · d8 чёрная ладья · f8 чёрный конь · e7 белый конь · a6 белый слон · d6 белый слон · c5 белая ладья · g5 белый конь · h5 чёрная пешка · b4 белый ферзь · e4 чёрная пешка · g4 чёрная пешка · h4 чёрный король · g3 белая ладья · h3 чёрный ферзь · b2 белый король · f2 белая пешка · g2 чёрная пешка · h2 чёрный слон | a8 чёрный слон · d8 чёрная ладья · f8 чёрный конь · e7 белый конь · a6 белый слон · d6 белый слон · c5 белая ладья · g5 белый конь · h5 чёрная пешка · b4 белый ферзь · e4 чёрная пешка · g4 чёрная пешка · h4 чёрный король · g3 белая ладья · h3 чёрный ферзь · b2 белый король · f2 белая пешка · g2 чёрная пешка · h2 чёрный слон | a8 чёрный слон · d8 чёрная ладья · f8 чёрный конь · e7 белый конь · a6 белый слон · d6 белый слон · c5 белая ладья · g5 белый конь · h5 чёрная пешка · b4 белый ферзь · e4 чёрная пешка · g4 чёрная пешка · h4 чёрный король · g3 белая ладья · h3 чёрный ферзь · b2 белый король · f2 белая пешка · g2 чёрная пешка · h2 чёрный слон | a8 чёрный слон · d8 чёрная ладья · f8 чёрный конь · e7 белый конь · a6 белый слон · d6 белый слон · c5 белая ладья · g5 белый конь · h5 чёрная пешка · b4 белый ферзь · e4 чёрная пешка · g4 чёрная пешка · h4 чёрный король · g3 белая ладья · h3 чёрный ферзь · b2 белый король · f2 белая пешка · g2 чёрная пешка · h2 чёрный слон | a8 чёрный слон · d8 чёрная ладья · f8 чёрный конь · e7 белый конь · a6 белый слон · d6 белый слон · c5 белая ладья · g5 белый конь · h5 чёрная пешка · b4 белый ферзь · e4 чёрная пешка · g4 чёрная пешка · h4 чёрный король · g3 белая ладья · h3 чёрный ферзь · b2 белый король · f2 белая пешка · g2 чёрная пешка · h2 чёрный слон | a8 чёрный слон · d8 чёрная ладья · f8 чёрный конь · e7 белый конь · a6 белый слон · d6 белый слон · c5 белая ладья · g5 белый конь · h5 чёрная пешка · b4 белый ферзь · e4 чёрная пешка · g4 чёрная пешка · h4 чёрный король · g3 белая ладья · h3 чёрный ферзь · b2 белый король · f2 белая пешка · g2 чёрная пешка · h2 чёрный слон | 6 |
| 5 | a8 чёрный слон · d8 чёрная ладья · f8 чёрный конь · e7 белый конь · a6 белый слон · d6 белый слон · c5 белая ладья · g5 белый конь · h5 чёрная пешка · b4 белый ферзь · e4 чёрная пешка · g4 чёрная пешка · h4 чёрный король · g3 белая ладья · h3 чёрный ферзь · b2 белый король · f2 белая пешка · g2 чёрная пешка · h2 чёрный слон | a8 чёрный слон · d8 чёрная ладья · f8 чёрный конь · e7 белый конь · a6 белый слон · d6 белый слон · c5 белая ладья · g5 белый конь · h5 чёрная пешка · b4 белый ферзь · e4 чёрная пешка · g4 чёрная пешка · h4 чёрный король · g3 белая ладья · h3 чёрный ферзь · b2 белый король · f2 белая пешка · g2 чёрная пешка · h2 чёрный слон | a8 чёрный слон · d8 чёрная ладья · f8 чёрный конь · e7 белый конь · a6 белый слон · d6 белый слон · c5 белая ладья · g5 белый конь · h5 чёрная пешка · b4 белый ферзь · e4 чёрная пешка · g4 чёрная пешка · h4 чёрный король · g3 белая ладья · h3 чёрный ферзь · b2 белый король · f2 белая пешка · g2 чёрная пешка · h2 чёрный слон | a8 чёрный слон · d8 чёрная ладья · f8 чёрный конь · e7 белый конь · a6 белый слон · d6 белый слон · c5 белая ладья · g5 белый конь · h5 чёрная пешка · b4 белый ферзь · e4 чёрная пешка · g4 чёрная пешка · h4 чёрный король · g3 белая ладья · h3 чёрный ферзь · b2 белый король · f2 белая пешка · g2 чёрная пешка · h2 чёрный слон | a8 чёрный слон · d8 чёрная ладья · f8 чёрный конь · e7 белый конь · a6 белый слон · d6 белый слон · c5 белая ладья · g5 белый конь · h5 чёрная пешка · b4 белый ферзь · e4 чёрная пешка · g4 чёрная пешка · h4 чёрный король · g3 белая ладья · h3 чёрный ферзь · b2 белый король · f2 белая пешка · g2 чёрная пешка · h2 чёрный слон | a8 чёрный слон · d8 чёрная ладья · f8 чёрный конь · e7 белый конь · a6 белый слон · d6 белый слон · c5 белая ладья · g5 белый конь · h5 чёрная пешка · b4 белый ферзь · e4 чёрная пешка · g4 чёрная пешка · h4 чёрный король · g3 белая ладья · h3 чёрный ферзь · b2 белый король · f2 белая пешка · g2 чёрная пешка · h2 чёрный слон | a8 чёрный слон · d8 чёрная ладья · f8 чёрный конь · e7 белый конь · a6 белый слон · d6 белый слон · c5 белая ладья · g5 белый конь · h5 чёрная пешка · b4 белый ферзь · e4 чёрная пешка · g4 чёрная пешка · h4 чёрный король · g3 белая ладья · h3 чёрный ферзь · b2 белый король · f2 белая пешка · g2 чёрная пешка · h2 чёрный слон | a8 чёрный слон · d8 чёрная ладья · f8 чёрный конь · e7 белый конь · a6 белый слон · d6 белый слон · c5 белая ладья · g5 белый конь · h5 чёрная пешка · b4 белый ферзь · e4 чёрная пешка · g4 чёрная пешка · h4 чёрный король · g3 белая ладья · h3 чёрный ферзь · b2 белый король · f2 белая пешка · g2 чёрная пешка · h2 чёрный слон | 5 |
| 4 | a8 чёрный слон · d8 чёрная ладья · f8 чёрный конь · e7 белый конь · a6 белый слон · d6 белый слон · c5 белая ладья · g5 белый конь · h5 чёрная пешка · b4 белый ферзь · e4 чёрная пешка · g4 чёрная пешка · h4 чёрный король · g3 белая ладья · h3 чёрный ферзь · b2 белый король · f2 белая пешка · g2 чёрная пешка · h2 чёрный слон | a8 чёрный слон · d8 чёрная ладья · f8 чёрный конь · e7 белый конь · a6 белый слон · d6 белый слон · c5 белая ладья · g5 белый конь · h5 чёрная пешка · b4 белый ферзь · e4 чёрная пешка · g4 чёрная пешка · h4 чёрный король · g3 белая ладья · h3 чёрный ферзь · b2 белый король · f2 белая пешка · g2 чёрная пешка · h2 чёрный слон | a8 чёрный слон · d8 чёрная ладья · f8 чёрный конь · e7 белый конь · a6 белый слон · d6 белый слон · c5 белая ладья · g5 белый конь · h5 чёрная пешка · b4 белый ферзь · e4 чёрная пешка · g4 чёрная пешка · h4 чёрный король · g3 белая ладья · h3 чёрный ферзь · b2 белый король · f2 белая пешка · g2 чёрная пешка · h2 чёрный слон | a8 чёрный слон · d8 чёрная ладья · f8 чёрный конь · e7 белый конь · a6 белый слон · d6 белый слон · c5 белая ладья · g5 белый конь · h5 чёрная пешка · b4 белый ферзь · e4 чёрная пешка · g4 чёрная пешка · h4 чёрный король · g3 белая ладья · h3 чёрный ферзь · b2 белый король · f2 белая пешка · g2 чёрная пешка · h2 чёрный слон | a8 чёрный слон · d8 чёрная ладья · f8 чёрный конь · e7 белый конь · a6 белый слон · d6 белый слон · c5 белая ладья · g5 белый конь · h5 чёрная пешка · b4 белый ферзь · e4 чёрная пешка · g4 чёрная пешка · h4 чёрный король · g3 белая ладья · h3 чёрный ферзь · b2 белый король · f2 белая пешка · g2 чёрная пешка · h2 чёрный слон | a8 чёрный слон · d8 чёрная ладья · f8 чёрный конь · e7 белый конь · a6 белый слон · d6 белый слон · c5 белая ладья · g5 белый конь · h5 чёрная пешка · b4 белый ферзь · e4 чёрная пешка · g4 чёрная пешка · h4 чёрный король · g3 белая ладья · h3 чёрный ферзь · b2 белый король · f2 белая пешка · g2 чёрная пешка · h2 чёрный слон | a8 чёрный слон · d8 чёрная ладья · f8 чёрный конь · e7 белый конь · a6 белый слон · d6 белый слон · c5 белая ладья · g5 белый конь · h5 чёрная пешка · b4 белый ферзь · e4 чёрная пешка · g4 чёрная пешка · h4 чёрный король · g3 белая ладья · h3 чёрный ферзь · b2 белый король · f2 белая пешка · g2 чёрная пешка · h2 чёрный слон | a8 чёрный слон · d8 чёрная ладья · f8 чёрный конь · e7 белый конь · a6 белый слон · d6 белый слон · c5 белая ладья · g5 белый конь · h5 чёрная пешка · b4 белый ферзь · e4 чёрная пешка · g4 чёрная пешка · h4 чёрный король · g3 белая ладья · h3 чёрный ферзь · b2 белый король · f2 белая пешка · g2 чёрная пешка · h2 чёрный слон | 4 |
| 3 | a8 чёрный слон · d8 чёрная ладья · f8 чёрный конь · e7 белый конь · a6 белый слон · d6 белый слон · c5 белая ладья · g5 белый конь · h5 чёрная пешка · b4 белый ферзь · e4 чёрная пешка · g4 чёрная пешка · h4 чёрный король · g3 белая ладья · h3 чёрный ферзь · b2 белый король · f2 белая пешка · g2 чёрная пешка · h2 чёрный слон | a8 чёрный слон · d8 чёрная ладья · f8 чёрный конь · e7 белый конь · a6 белый слон · d6 белый слон · c5 белая ладья · g5 белый конь · h5 чёрная пешка · b4 белый ферзь · e4 чёрная пешка · g4 чёрная пешка · h4 чёрный король · g3 белая ладья · h3 чёрный ферзь · b2 белый король · f2 белая пешка · g2 чёрная пешка · h2 чёрный слон | a8 чёрный слон · d8 чёрная ладья · f8 чёрный конь · e7 белый конь · a6 белый слон · d6 белый слон · c5 белая ладья · g5 белый конь · h5 чёрная пешка · b4 белый ферзь · e4 чёрная пешка · g4 чёрная пешка · h4 чёрный король · g3 белая ладья · h3 чёрный ферзь · b2 белый король · f2 белая пешка · g2 чёрная пешка · h2 чёрный слон | a8 чёрный слон · d8 чёрная ладья · f8 чёрный конь · e7 белый конь · a6 белый слон · d6 белый слон · c5 белая ладья · g5 белый конь · h5 чёрная пешка · b4 белый ферзь · e4 чёрная пешка · g4 чёрная пешка · h4 чёрный король · g3 белая ладья · h3 чёрный ферзь · b2 белый король · f2 белая пешка · g2 чёрная пешка · h2 чёрный слон | a8 чёрный слон · d8 чёрная ладья · f8 чёрный конь · e7 белый конь · a6 белый слон · d6 белый слон · c5 белая ладья · g5 белый конь · h5 чёрная пешка · b4 белый ферзь · e4 чёрная пешка · g4 чёрная пешка · h4 чёрный король · g3 белая ладья · h3 чёрный ферзь · b2 белый король · f2 белая пешка · g2 чёрная пешка · h2 чёрный слон | a8 чёрный слон · d8 чёрная ладья · f8 чёрный конь · e7 белый конь · a6 белый слон · d6 белый слон · c5 белая ладья · g5 белый конь · h5 чёрная пешка · b4 белый ферзь · e4 чёрная пешка · g4 чёрная пешка · h4 чёрный король · g3 белая ладья · h3 чёрный ферзь · b2 белый король · f2 белая пешка · g2 чёрная пешка · h2 чёрный слон | a8 чёрный слон · d8 чёрная ладья · f8 чёрный конь · e7 белый конь · a6 белый слон · d6 белый слон · c5 белая ладья · g5 белый конь · h5 чёрная пешка · b4 белый ферзь · e4 чёрная пешка · g4 чёрная пешка · h4 чёрный король · g3 белая ладья · h3 чёрный ферзь · b2 белый король · f2 белая пешка · g2 чёрная пешка · h2 чёрный слон | a8 чёрный слон · d8 чёрная ладья · f8 чёрный конь · e7 белый конь · a6 белый слон · d6 белый слон · c5 белая ладья · g5 белый конь · h5 чёрная пешка · b4 белый ферзь · e4 чёрная пешка · g4 чёрная пешка · h4 чёрный король · g3 белая ладья · h3 чёрный ферзь · b2 белый король · f2 белая пешка · g2 чёрная пешка · h2 чёрный слон | 3 |
| 2 | a8 чёрный слон · d8 чёрная ладья · f8 чёрный конь · e7 белый конь · a6 белый слон · d6 белый слон · c5 белая ладья · g5 белый конь · h5 чёрная пешка · b4 белый ферзь · e4 чёрная пешка · g4 чёрная пешка · h4 чёрный король · g3 белая ладья · h3 чёрный ферзь · b2 белый король · f2 белая пешка · g2 чёрная пешка · h2 чёрный слон | a8 чёрный слон · d8 чёрная ладья · f8 чёрный конь · e7 белый конь · a6 белый слон · d6 белый слон · c5 белая ладья · g5 белый конь · h5 чёрная пешка · b4 белый ферзь · e4 чёрная пешка · g4 чёрная пешка · h4 чёрный король · g3 белая ладья · h3 чёрный ферзь · b2 белый король · f2 белая пешка · g2 чёрная пешка · h2 чёрный слон | a8 чёрный слон · d8 чёрная ладья · f8 чёрный конь · e7 белый конь · a6 белый слон · d6 белый слон · c5 белая ладья · g5 белый конь · h5 чёрная пешка · b4 белый ферзь · e4 чёрная пешка · g4 чёрная пешка · h4 чёрный король · g3 белая ладья · h3 чёрный ферзь · b2 белый король · f2 белая пешка · g2 чёрная пешка · h2 чёрный слон | a8 чёрный слон · d8 чёрная ладья · f8 чёрный конь · e7 белый конь · a6 белый слон · d6 белый слон · c5 белая ладья · g5 белый конь · h5 чёрная пешка · b4 белый ферзь · e4 чёрная пешка · g4 чёрная пешка · h4 чёрный король · g3 белая ладья · h3 чёрный ферзь · b2 белый король · f2 белая пешка · g2 чёрная пешка · h2 чёрный слон | a8 чёрный слон · d8 чёрная ладья · f8 чёрный конь · e7 белый конь · a6 белый слон · d6 белый слон · c5 белая ладья · g5 белый конь · h5 чёрная пешка · b4 белый ферзь · e4 чёрная пешка · g4 чёрная пешка · h4 чёрный король · g3 белая ладья · h3 чёрный ферзь · b2 белый король · f2 белая пешка · g2 чёрная пешка · h2 чёрный слон | a8 чёрный слон · d8 чёрная ладья · f8 чёрный конь · e7 белый конь · a6 белый слон · d6 белый слон · c5 белая ладья · g5 белый конь · h5 чёрная пешка · b4 белый ферзь · e4 чёрная пешка · g4 чёрная пешка · h4 чёрный король · g3 белая ладья · h3 чёрный ферзь · b2 белый король · f2 белая пешка · g2 чёрная пешка · h2 чёрный слон | a8 чёрный слон · d8 чёрная ладья · f8 чёрный конь · e7 белый конь · a6 белый слон · d6 белый слон · c5 белая ладья · g5 белый конь · h5 чёрная пешка · b4 белый ферзь · e4 чёрная пешка · g4 чёрная пешка · h4 чёрный король · g3 белая ладья · h3 чёрный ферзь · b2 белый король · f2 белая пешка · g2 чёрная пешка · h2 чёрный слон | a8 чёрный слон · d8 чёрная ладья · f8 чёрный конь · e7 белый конь · a6 белый слон · d6 белый слон · c5 белая ладья · g5 белый конь · h5 чёрная пешка · b4 белый ферзь · e4 чёрная пешка · g4 чёрная пешка · h4 чёрный король · g3 белая ладья · h3 чёрный ферзь · b2 белый король · f2 белая пешка · g2 чёрная пешка · h2 чёрный слон | 2 |
| 1 | a8 чёрный слон · d8 чёрная ладья · f8 чёрный конь · e7 белый конь · a6 белый слон · d6 белый слон · c5 белая ладья · g5 белый конь · h5 чёрная пешка · b4 белый ферзь · e4 чёрная пешка · g4 чёрная пешка · h4 чёрный король · g3 белая ладья · h3 чёрный ферзь · b2 белый король · f2 белая пешка · g2 чёрная пешка · h2 чёрный слон | a8 чёрный слон · d8 чёрная ладья · f8 чёрный конь · e7 белый конь · a6 белый слон · d6 белый слон · c5 белая ладья · g5 белый конь · h5 чёрная пешка · b4 белый ферзь · e4 чёрная пешка · g4 чёрная пешка · h4 чёрный король · g3 белая ладья · h3 чёрный ферзь · b2 белый король · f2 белая пешка · g2 чёрная пешка · h2 чёрный слон | a8 чёрный слон · d8 чёрная ладья · f8 чёрный конь · e7 белый конь · a6 белый слон · d6 белый слон · c5 белая ладья · g5 белый конь · h5 чёрная пешка · b4 белый ферзь · e4 чёрная пешка · g4 чёрная пешка · h4 чёрный король · g3 белая ладья · h3 чёрный ферзь · b2 белый король · f2 белая пешка · g2 чёрная пешка · h2 чёрный слон | a8 чёрный слон · d8 чёрная ладья · f8 чёрный конь · e7 белый конь · a6 белый слон · d6 белый слон · c5 белая ладья · g5 белый конь · h5 чёрная пешка · b4 белый ферзь · e4 чёрная пешка · g4 чёрная пешка · h4 чёрный король · g3 белая ладья · h3 чёрный ферзь · b2 белый король · f2 белая пешка · g2 чёрная пешка · h2 чёрный слон | a8 чёрный слон · d8 чёрная ладья · f8 чёрный конь · e7 белый конь · a6 белый слон · d6 белый слон · c5 белая ладья · g5 белый конь · h5 чёрная пешка · b4 белый ферзь · e4 чёрная пешка · g4 чёрная пешка · h4 чёрный король · g3 белая ладья · h3 чёрный ферзь · b2 белый король · f2 белая пешка · g2 чёрная пешка · h2 чёрный слон | a8 чёрный слон · d8 чёрная ладья · f8 чёрный конь · e7 белый конь · a6 белый слон · d6 белый слон · c5 белая ладья · g5 белый конь · h5 чёрная пешка · b4 белый ферзь · e4 чёрная пешка · g4 чёрная пешка · h4 чёрный король · g3 белая ладья · h3 чёрный ферзь · b2 белый король · f2 белая пешка · g2 чёрная пешка · h2 чёрный слон | a8 чёрный слон · d8 чёрная ладья · f8 чёрный конь · e7 белый конь · a6 белый слон · d6 белый слон · c5 белая ладья · g5 белый конь · h5 чёрная пешка · b4 белый ферзь · e4 чёрная пешка · g4 чёрная пешка · h4 чёрный король · g3 белая ладья · h3 чёрный ферзь · b2 белый король · f2 белая пешка · g2 чёрная пешка · h2 чёрный слон | a8 чёрный слон · d8 чёрная ладья · f8 чёрный конь · e7 белый конь · a6 белый слон · d6 белый слон · c5 белая ладья · g5 белый конь · h5 чёрная пешка · b4 белый ферзь · e4 чёрная пешка · g4 чёрная пешка · h4 чёрный король · g3 белая ладья · h3 чёрный ферзь · b2 белый король · f2 белая пешка · g2 чёрная пешка · h2 чёрный слон | 1 |
|   | a | b | c | d | e | f | g | h |   |

|   | a | b | c | d | e | f | g | h |   |
| - | --- | --- | --- | --- | --- | --- | --- | --- | - |
| 8 | f8 белый слон · d7 чёрная пешка · g7 чёрный конь · h7 чёрная ладья · a6 чёрный слон · b6 чёрная пешка · c6 белая ладья · e6 чёрная пешка · f6 чёрный король · h6 чёрная ладья · a5 чёрный слон · b5 чёрная пешка · d5 белая пешка · e5 белый конь · g5 белая ладья · g4 белая пешка · b3 белая пешка · e3 белый король · f3 белый конь · g3 белая пешка · h3 чёрная пешка · a2 чёрный конь | f8 белый слон · d7 чёрная пешка · g7 чёрный конь · h7 чёрная ладья · a6 чёрный слон · b6 чёрная пешка · c6 белая ладья · e6 чёрная пешка · f6 чёрный король · h6 чёрная ладья · a5 чёрный слон · b5 чёрная пешка · d5 белая пешка · e5 белый конь · g5 белая ладья · g4 белая пешка · b3 белая пешка · e3 белый король · f3 белый конь · g3 белая пешка · h3 чёрная пешка · a2 чёрный конь | f8 белый слон · d7 чёрная пешка · g7 чёрный конь · h7 чёрная ладья · a6 чёрный слон · b6 чёрная пешка · c6 белая ладья · e6 чёрная пешка · f6 чёрный король · h6 чёрная ладья · a5 чёрный слон · b5 чёрная пешка · d5 белая пешка · e5 белый конь · g5 белая ладья · g4 белая пешка · b3 белая пешка · e3 белый король · f3 белый конь · g3 белая пешка · h3 чёрная пешка · a2 чёрный конь | f8 белый слон · d7 чёрная пешка · g7 чёрный конь · h7 чёрная ладья · a6 чёрный слон · b6 чёрная пешка · c6 белая ладья · e6 чёрная пешка · f6 чёрный король · h6 чёрная ладья · a5 чёрный слон · b5 чёрная пешка · d5 белая пешка · e5 белый конь · g5 белая ладья · g4 белая пешка · b3 белая пешка · e3 белый король · f3 белый конь · g3 белая пешка · h3 чёрная пешка · a2 чёрный конь | f8 белый слон · d7 чёрная пешка · g7 чёрный конь · h7 чёрная ладья · a6 чёрный слон · b6 чёрная пешка · c6 белая ладья · e6 чёрная пешка · f6 чёрный король · h6 чёрная ладья · a5 чёрный слон · b5 чёрная пешка · d5 белая пешка · e5 белый конь · g5 белая ладья · g4 белая пешка · b3 белая пешка · e3 белый король · f3 белый конь · g3 белая пешка · h3 чёрная пешка · a2 чёрный конь | f8 белый слон · d7 чёрная пешка · g7 чёрный конь · h7 чёрная ладья · a6 чёрный слон · b6 чёрная пешка · c6 белая ладья · e6 чёрная пешка · f6 чёрный король · h6 чёрная ладья · a5 чёрный слон · b5 чёрная пешка · d5 белая пешка · e5 белый конь · g5 белая ладья · g4 белая пешка · b3 белая пешка · e3 белый король · f3 белый конь · g3 белая пешка · h3 чёрная пешка · a2 чёрный конь | f8 белый слон · d7 чёрная пешка · g7 чёрный конь · h7 чёрная ладья · a6 чёрный слон · b6 чёрная пешка · c6 белая ладья · e6 чёрная пешка · f6 чёрный король · h6 чёрная ладья · a5 чёрный слон · b5 чёрная пешка · d5 белая пешка · e5 белый конь · g5 белая ладья · g4 белая пешка · b3 белая пешка · e3 белый король · f3 белый конь · g3 белая пешка · h3 чёрная пешка · a2 чёрный конь | f8 белый слон · d7 чёрная пешка · g7 чёрный конь · h7 чёрная ладья · a6 чёрный слон · b6 чёрная пешка · c6 белая ладья · e6 чёрная пешка · f6 чёрный король · h6 чёрная ладья · a5 чёрный слон · b5 чёрная пешка · d5 белая пешка · e5 белый конь · g5 белая ладья · g4 белая пешка · b3 белая пешка · e3 белый король · f3 белый конь · g3 белая пешка · h3 чёрная пешка · a2 чёрный конь | 8 |
| 7 | f8 белый слон · d7 чёрная пешка · g7 чёрный конь · h7 чёрная ладья · a6 чёрный слон · b6 чёрная пешка · c6 белая ладья · e6 чёрная пешка · f6 чёрный король · h6 чёрная ладья · a5 чёрный слон · b5 чёрная пешка · d5 белая пешка · e5 белый конь · g5 белая ладья · g4 белая пешка · b3 белая пешка · e3 белый король · f3 белый конь · g3 белая пешка · h3 чёрная пешка · a2 чёрный конь | f8 белый слон · d7 чёрная пешка · g7 чёрный конь · h7 чёрная ладья · a6 чёрный слон · b6 чёрная пешка · c6 белая ладья · e6 чёрная пешка · f6 чёрный король · h6 чёрная ладья · a5 чёрный слон · b5 чёрная пешка · d5 белая пешка · e5 белый конь · g5 белая ладья · g4 белая пешка · b3 белая пешка · e3 белый король · f3 белый конь · g3 белая пешка · h3 чёрная пешка · a2 чёрный конь | f8 белый слон · d7 чёрная пешка · g7 чёрный конь · h7 чёрная ладья · a6 чёрный слон · b6 чёрная пешка · c6 белая ладья · e6 чёрная пешка · f6 чёрный король · h6 чёрная ладья · a5 чёрный слон · b5 чёрная пешка · d5 белая пешка · e5 белый конь · g5 белая ладья · g4 белая пешка · b3 белая пешка · e3 белый король · f3 белый конь · g3 белая пешка · h3 чёрная пешка · a2 чёрный конь | f8 белый слон · d7 чёрная пешка · g7 чёрный конь · h7 чёрная ладья · a6 чёрный слон · b6 чёрная пешка · c6 белая ладья · e6 чёрная пешка · f6 чёрный король · h6 чёрная ладья · a5 чёрный слон · b5 чёрная пешка · d5 белая пешка · e5 белый конь · g5 белая ладья · g4 белая пешка · b3 белая пешка · e3 белый король · f3 белый конь · g3 белая пешка · h3 чёрная пешка · a2 чёрный конь | f8 белый слон · d7 чёрная пешка · g7 чёрный конь · h7 чёрная ладья · a6 чёрный слон · b6 чёрная пешка · c6 белая ладья · e6 чёрная пешка · f6 чёрный король · h6 чёрная ладья · a5 чёрный слон · b5 чёрная пешка · d5 белая пешка · e5 белый конь · g5 белая ладья · g4 белая пешка · b3 белая пешка · e3 белый король · f3 белый конь · g3 белая пешка · h3 чёрная пешка · a2 чёрный конь | f8 белый слон · d7 чёрная пешка · g7 чёрный конь · h7 чёрная ладья · a6 чёрный слон · b6 чёрная пешка · c6 белая ладья · e6 чёрная пешка · f6 чёрный король · h6 чёрная ладья · a5 чёрный слон · b5 чёрная пешка · d5 белая пешка · e5 белый конь · g5 белая ладья · g4 белая пешка · b3 белая пешка · e3 белый король · f3 белый конь · g3 белая пешка · h3 чёрная пешка · a2 чёрный конь | f8 белый слон · d7 чёрная пешка · g7 чёрный конь · h7 чёрная ладья · a6 чёрный слон · b6 чёрная пешка · c6 белая ладья · e6 чёрная пешка · f6 чёрный король · h6 чёрная ладья · a5 чёрный слон · b5 чёрная пешка · d5 белая пешка · e5 белый конь · g5 белая ладья · g4 белая пешка · b3 белая пешка · e3 белый король · f3 белый конь · g3 белая пешка · h3 чёрная пешка · a2 чёрный конь | f8 белый слон · d7 чёрная пешка · g7 чёрный конь · h7 чёрная ладья · a6 чёрный слон · b6 чёрная пешка · c6 белая ладья · e6 чёрная пешка · f6 чёрный король · h6 чёрная ладья · a5 чёрный слон · b5 чёрная пешка · d5 белая пешка · e5 белый конь · g5 белая ладья · g4 белая пешка · b3 белая пешка · e3 белый король · f3 белый конь · g3 белая пешка · h3 чёрная пешка · a2 чёрный конь | 7 |
| 6 | f8 белый слон · d7 чёрная пешка · g7 чёрный конь · h7 чёрная ладья · a6 чёрный слон · b6 чёрная пешка · c6 белая ладья · e6 чёрная пешка · f6 чёрный король · h6 чёрная ладья · a5 чёрный слон · b5 чёрная пешка · d5 белая пешка · e5 белый конь · g5 белая ладья · g4 белая пешка · b3 белая пешка · e3 белый король · f3 белый конь · g3 белая пешка · h3 чёрная пешка · a2 чёрный конь | f8 белый слон · d7 чёрная пешка · g7 чёрный конь · h7 чёрная ладья · a6 чёрный слон · b6 чёрная пешка · c6 белая ладья · e6 чёрная пешка · f6 чёрный король · h6 чёрная ладья · a5 чёрный слон · b5 чёрная пешка · d5 белая пешка · e5 белый конь · g5 белая ладья · g4 белая пешка · b3 белая пешка · e3 белый король · f3 белый конь · g3 белая пешка · h3 чёрная пешка · a2 чёрный конь | f8 белый слон · d7 чёрная пешка · g7 чёрный конь · h7 чёрная ладья · a6 чёрный слон · b6 чёрная пешка · c6 белая ладья · e6 чёрная пешка · f6 чёрный король · h6 чёрная ладья · a5 чёрный слон · b5 чёрная пешка · d5 белая пешка · e5 белый конь · g5 белая ладья · g4 белая пешка · b3 белая пешка · e3 белый король · f3 белый конь · g3 белая пешка · h3 чёрная пешка · a2 чёрный конь | f8 белый слон · d7 чёрная пешка · g7 чёрный конь · h7 чёрная ладья · a6 чёрный слон · b6 чёрная пешка · c6 белая ладья · e6 чёрная пешка · f6 чёрный король · h6 чёрная ладья · a5 чёрный слон · b5 чёрная пешка · d5 белая пешка · e5 белый конь · g5 белая ладья · g4 белая пешка · b3 белая пешка · e3 белый король · f3 белый конь · g3 белая пешка · h3 чёрная пешка · a2 чёрный конь | f8 белый слон · d7 чёрная пешка · g7 чёрный конь · h7 чёрная ладья · a6 чёрный слон · b6 чёрная пешка · c6 белая ладья · e6 чёрная пешка · f6 чёрный король · h6 чёрная ладья · a5 чёрный слон · b5 чёрная пешка · d5 белая пешка · e5 белый конь · g5 белая ладья · g4 белая пешка · b3 белая пешка · e3 белый король · f3 белый конь · g3 белая пешка · h3 чёрная пешка · a2 чёрный конь | f8 белый слон · d7 чёрная пешка · g7 чёрный конь · h7 чёрная ладья · a6 чёрный слон · b6 чёрная пешка · c6 белая ладья · e6 чёрная пешка · f6 чёрный король · h6 чёрная ладья · a5 чёрный слон · b5 чёрная пешка · d5 белая пешка · e5 белый конь · g5 белая ладья · g4 белая пешка · b3 белая пешка · e3 белый король · f3 белый конь · g3 белая пешка · h3 чёрная пешка · a2 чёрный конь | f8 белый слон · d7 чёрная пешка · g7 чёрный конь · h7 чёрная ладья · a6 чёрный слон · b6 чёрная пешка · c6 белая ладья · e6 чёрная пешка · f6 чёрный король · h6 чёрная ладья · a5 чёрный слон · b5 чёрная пешка · d5 белая пешка · e5 белый конь · g5 белая ладья · g4 белая пешка · b3 белая пешка · e3 белый король · f3 белый конь · g3 белая пешка · h3 чёрная пешка · a2 чёрный конь | f8 белый слон · d7 чёрная пешка · g7 чёрный конь · h7 чёрная ладья · a6 чёрный слон · b6 чёрная пешка · c6 белая ладья · e6 чёрная пешка · f6 чёрный король · h6 чёрная ладья · a5 чёрный слон · b5 чёрная пешка · d5 белая пешка · e5 белый конь · g5 белая ладья · g4 белая пешка · b3 белая пешка · e3 белый король · f3 белый конь · g3 белая пешка · h3 чёрная пешка · a2 чёрный конь | 6 |
| 5 | f8 белый слон · d7 чёрная пешка · g7 чёрный конь · h7 чёрная ладья · a6 чёрный слон · b6 чёрная пешка · c6 белая ладья · e6 чёрная пешка · f6 чёрный король · h6 чёрная ладья · a5 чёрный слон · b5 чёрная пешка · d5 белая пешка · e5 белый конь · g5 белая ладья · g4 белая пешка · b3 белая пешка · e3 белый король · f3 белый конь · g3 белая пешка · h3 чёрная пешка · a2 чёрный конь | f8 белый слон · d7 чёрная пешка · g7 чёрный конь · h7 чёрная ладья · a6 чёрный слон · b6 чёрная пешка · c6 белая ладья · e6 чёрная пешка · f6 чёрный король · h6 чёрная ладья · a5 чёрный слон · b5 чёрная пешка · d5 белая пешка · e5 белый конь · g5 белая ладья · g4 белая пешка · b3 белая пешка · e3 белый король · f3 белый конь · g3 белая пешка · h3 чёрная пешка · a2 чёрный конь | f8 белый слон · d7 чёрная пешка · g7 чёрный конь · h7 чёрная ладья · a6 чёрный слон · b6 чёрная пешка · c6 белая ладья · e6 чёрная пешка · f6 чёрный король · h6 чёрная ладья · a5 чёрный слон · b5 чёрная пешка · d5 белая пешка · e5 белый конь · g5 белая ладья · g4 белая пешка · b3 белая пешка · e3 белый король · f3 белый конь · g3 белая пешка · h3 чёрная пешка · a2 чёрный конь | f8 белый слон · d7 чёрная пешка · g7 чёрный конь · h7 чёрная ладья · a6 чёрный слон · b6 чёрная пешка · c6 белая ладья · e6 чёрная пешка · f6 чёрный король · h6 чёрная ладья · a5 чёрный слон · b5 чёрная пешка · d5 белая пешка · e5 белый конь · g5 белая ладья · g4 белая пешка · b3 белая пешка · e3 белый король · f3 белый конь · g3 белая пешка · h3 чёрная пешка · a2 чёрный конь | f8 белый слон · d7 чёрная пешка · g7 чёрный конь · h7 чёрная ладья · a6 чёрный слон · b6 чёрная пешка · c6 белая ладья · e6 чёрная пешка · f6 чёрный король · h6 чёрная ладья · a5 чёрный слон · b5 чёрная пешка · d5 белая пешка · e5 белый конь · g5 белая ладья · g4 белая пешка · b3 белая пешка · e3 белый король · f3 белый конь · g3 белая пешка · h3 чёрная пешка · a2 чёрный конь | f8 белый слон · d7 чёрная пешка · g7 чёрный конь · h7 чёрная ладья · a6 чёрный слон · b6 чёрная пешка · c6 белая ладья · e6 чёрная пешка · f6 чёрный король · h6 чёрная ладья · a5 чёрный слон · b5 чёрная пешка · d5 белая пешка · e5 белый конь · g5 белая ладья · g4 белая пешка · b3 белая пешка · e3 белый король · f3 белый конь · g3 белая пешка · h3 чёрная пешка · a2 чёрный конь | f8 белый слон · d7 чёрная пешка · g7 чёрный конь · h7 чёрная ладья · a6 чёрный слон · b6 чёрная пешка · c6 белая ладья · e6 чёрная пешка · f6 чёрный король · h6 чёрная ладья · a5 чёрный слон · b5 чёрная пешка · d5 белая пешка · e5 белый конь · g5 белая ладья · g4 белая пешка · b3 белая пешка · e3 белый король · f3 белый конь · g3 белая пешка · h3 чёрная пешка · a2 чёрный конь | f8 белый слон · d7 чёрная пешка · g7 чёрный конь · h7 чёрная ладья · a6 чёрный слон · b6 чёрная пешка · c6 белая ладья · e6 чёрная пешка · f6 чёрный король · h6 чёрная ладья · a5 чёрный слон · b5 чёрная пешка · d5 белая пешка · e5 белый конь · g5 белая ладья · g4 белая пешка · b3 белая пешка · e3 белый король · f3 белый конь · g3 белая пешка · h3 чёрная пешка · a2 чёрный конь | 5 |
| 4 | f8 белый слон · d7 чёрная пешка · g7 чёрный конь · h7 чёрная ладья · a6 чёрный слон · b6 чёрная пешка · c6 белая ладья · e6 чёрная пешка · f6 чёрный король · h6 чёрная ладья · a5 чёрный слон · b5 чёрная пешка · d5 белая пешка · e5 белый конь · g5 белая ладья · g4 белая пешка · b3 белая пешка · e3 белый король · f3 белый конь · g3 белая пешка · h3 чёрная пешка · a2 чёрный конь | f8 белый слон · d7 чёрная пешка · g7 чёрный конь · h7 чёрная ладья · a6 чёрный слон · b6 чёрная пешка · c6 белая ладья · e6 чёрная пешка · f6 чёрный король · h6 чёрная ладья · a5 чёрный слон · b5 чёрная пешка · d5 белая пешка · e5 белый конь · g5 белая ладья · g4 белая пешка · b3 белая пешка · e3 белый король · f3 белый конь · g3 белая пешка · h3 чёрная пешка · a2 чёрный конь | f8 белый слон · d7 чёрная пешка · g7 чёрный конь · h7 чёрная ладья · a6 чёрный слон · b6 чёрная пешка · c6 белая ладья · e6 чёрная пешка · f6 чёрный король · h6 чёрная ладья · a5 чёрный слон · b5 чёрная пешка · d5 белая пешка · e5 белый конь · g5 белая ладья · g4 белая пешка · b3 белая пешка · e3 белый король · f3 белый конь · g3 белая пешка · h3 чёрная пешка · a2 чёрный конь | f8 белый слон · d7 чёрная пешка · g7 чёрный конь · h7 чёрная ладья · a6 чёрный слон · b6 чёрная пешка · c6 белая ладья · e6 чёрная пешка · f6 чёрный король · h6 чёрная ладья · a5 чёрный слон · b5 чёрная пешка · d5 белая пешка · e5 белый конь · g5 белая ладья · g4 белая пешка · b3 белая пешка · e3 белый король · f3 белый конь · g3 белая пешка · h3 чёрная пешка · a2 чёрный конь | f8 белый слон · d7 чёрная пешка · g7 чёрный конь · h7 чёрная ладья · a6 чёрный слон · b6 чёрная пешка · c6 белая ладья · e6 чёрная пешка · f6 чёрный король · h6 чёрная ладья · a5 чёрный слон · b5 чёрная пешка · d5 белая пешка · e5 белый конь · g5 белая ладья · g4 белая пешка · b3 белая пешка · e3 белый король · f3 белый конь · g3 белая пешка · h3 чёрная пешка · a2 чёрный конь | f8 белый слон · d7 чёрная пешка · g7 чёрный конь · h7 чёрная ладья · a6 чёрный слон · b6 чёрная пешка · c6 белая ладья · e6 чёрная пешка · f6 чёрный король · h6 чёрная ладья · a5 чёрный слон · b5 чёрная пешка · d5 белая пешка · e5 белый конь · g5 белая ладья · g4 белая пешка · b3 белая пешка · e3 белый король · f3 белый конь · g3 белая пешка · h3 чёрная пешка · a2 чёрный конь | f8 белый слон · d7 чёрная пешка · g7 чёрный конь · h7 чёрная ладья · a6 чёрный слон · b6 чёрная пешка · c6 белая ладья · e6 чёрная пешка · f6 чёрный король · h6 чёрная ладья · a5 чёрный слон · b5 чёрная пешка · d5 белая пешка · e5 белый конь · g5 белая ладья · g4 белая пешка · b3 белая пешка · e3 белый король · f3 белый конь · g3 белая пешка · h3 чёрная пешка · a2 чёрный конь | f8 белый слон · d7 чёрная пешка · g7 чёрный конь · h7 чёрная ладья · a6 чёрный слон · b6 чёрная пешка · c6 белая ладья · e6 чёрная пешка · f6 чёрный король · h6 чёрная ладья · a5 чёрный слон · b5 чёрная пешка · d5 белая пешка · e5 белый конь · g5 белая ладья · g4 белая пешка · b3 белая пешка · e3 белый король · f3 белый конь · g3 белая пешка · h3 чёрная пешка · a2 чёрный конь | 4 |
| 3 | f8 белый слон · d7 чёрная пешка · g7 чёрный конь · h7 чёрная ладья · a6 чёрный слон · b6 чёрная пешка · c6 белая ладья · e6 чёрная пешка · f6 чёрный король · h6 чёрная ладья · a5 чёрный слон · b5 чёрная пешка · d5 белая пешка · e5 белый конь · g5 белая ладья · g4 белая пешка · b3 белая пешка · e3 белый король · f3 белый конь · g3 белая пешка · h3 чёрная пешка · a2 чёрный конь | f8 белый слон · d7 чёрная пешка · g7 чёрный конь · h7 чёрная ладья · a6 чёрный слон · b6 чёрная пешка · c6 белая ладья · e6 чёрная пешка · f6 чёрный король · h6 чёрная ладья · a5 чёрный слон · b5 чёрная пешка · d5 белая пешка · e5 белый конь · g5 белая ладья · g4 белая пешка · b3 белая пешка · e3 белый король · f3 белый конь · g3 белая пешка · h3 чёрная пешка · a2 чёрный конь | f8 белый слон · d7 чёрная пешка · g7 чёрный конь · h7 чёрная ладья · a6 чёрный слон · b6 чёрная пешка · c6 белая ладья · e6 чёрная пешка · f6 чёрный король · h6 чёрная ладья · a5 чёрный слон · b5 чёрная пешка · d5 белая пешка · e5 белый конь · g5 белая ладья · g4 белая пешка · b3 белая пешка · e3 белый король · f3 белый конь · g3 белая пешка · h3 чёрная пешка · a2 чёрный конь | f8 белый слон · d7 чёрная пешка · g7 чёрный конь · h7 чёрная ладья · a6 чёрный слон · b6 чёрная пешка · c6 белая ладья · e6 чёрная пешка · f6 чёрный король · h6 чёрная ладья · a5 чёрный слон · b5 чёрная пешка · d5 белая пешка · e5 белый конь · g5 белая ладья · g4 белая пешка · b3 белая пешка · e3 белый король · f3 белый конь · g3 белая пешка · h3 чёрная пешка · a2 чёрный конь | f8 белый слон · d7 чёрная пешка · g7 чёрный конь · h7 чёрная ладья · a6 чёрный слон · b6 чёрная пешка · c6 белая ладья · e6 чёрная пешка · f6 чёрный король · h6 чёрная ладья · a5 чёрный слон · b5 чёрная пешка · d5 белая пешка · e5 белый конь · g5 белая ладья · g4 белая пешка · b3 белая пешка · e3 белый король · f3 белый конь · g3 белая пешка · h3 чёрная пешка · a2 чёрный конь | f8 белый слон · d7 чёрная пешка · g7 чёрный конь · h7 чёрная ладья · a6 чёрный слон · b6 чёрная пешка · c6 белая ладья · e6 чёрная пешка · f6 чёрный король · h6 чёрная ладья · a5 чёрный слон · b5 чёрная пешка · d5 белая пешка · e5 белый конь · g5 белая ладья · g4 белая пешка · b3 белая пешка · e3 белый король · f3 белый конь · g3 белая пешка · h3 чёрная пешка · a2 чёрный конь | f8 белый слон · d7 чёрная пешка · g7 чёрный конь · h7 чёрная ладья · a6 чёрный слон · b6 чёрная пешка · c6 белая ладья · e6 чёрная пешка · f6 чёрный король · h6 чёрная ладья · a5 чёрный слон · b5 чёрная пешка · d5 белая пешка · e5 белый конь · g5 белая ладья · g4 белая пешка · b3 белая пешка · e3 белый король · f3 белый конь · g3 белая пешка · h3 чёрная пешка · a2 чёрный конь | f8 белый слон · d7 чёрная пешка · g7 чёрный конь · h7 чёрная ладья · a6 чёрный слон · b6 чёрная пешка · c6 белая ладья · e6 чёрная пешка · f6 чёрный король · h6 чёрная ладья · a5 чёрный слон · b5 чёрная пешка · d5 белая пешка · e5 белый конь · g5 белая ладья · g4 белая пешка · b3 белая пешка · e3 белый король · f3 белый конь · g3 белая пешка · h3 чёрная пешка · a2 чёрный конь | 3 |
| 2 | f8 белый слон · d7 чёрная пешка · g7 чёрный конь · h7 чёрная ладья · a6 чёрный слон · b6 чёрная пешка · c6 белая ладья · e6 чёрная пешка · f6 чёрный король · h6 чёрная ладья · a5 чёрный слон · b5 чёрная пешка · d5 белая пешка · e5 белый конь · g5 белая ладья · g4 белая пешка · b3 белая пешка · e3 белый король · f3 белый конь · g3 белая пешка · h3 чёрная пешка · a2 чёрный конь | f8 белый слон · d7 чёрная пешка · g7 чёрный конь · h7 чёрная ладья · a6 чёрный слон · b6 чёрная пешка · c6 белая ладья · e6 чёрная пешка · f6 чёрный король · h6 чёрная ладья · a5 чёрный слон · b5 чёрная пешка · d5 белая пешка · e5 белый конь · g5 белая ладья · g4 белая пешка · b3 белая пешка · e3 белый король · f3 белый конь · g3 белая пешка · h3 чёрная пешка · a2 чёрный конь | f8 белый слон · d7 чёрная пешка · g7 чёрный конь · h7 чёрная ладья · a6 чёрный слон · b6 чёрная пешка · c6 белая ладья · e6 чёрная пешка · f6 чёрный король · h6 чёрная ладья · a5 чёрный слон · b5 чёрная пешка · d5 белая пешка · e5 белый конь · g5 белая ладья · g4 белая пешка · b3 белая пешка · e3 белый король · f3 белый конь · g3 белая пешка · h3 чёрная пешка · a2 чёрный конь | f8 белый слон · d7 чёрная пешка · g7 чёрный конь · h7 чёрная ладья · a6 чёрный слон · b6 чёрная пешка · c6 белая ладья · e6 чёрная пешка · f6 чёрный король · h6 чёрная ладья · a5 чёрный слон · b5 чёрная пешка · d5 белая пешка · e5 белый конь · g5 белая ладья · g4 белая пешка · b3 белая пешка · e3 белый король · f3 белый конь · g3 белая пешка · h3 чёрная пешка · a2 чёрный конь | f8 белый слон · d7 чёрная пешка · g7 чёрный конь · h7 чёрная ладья · a6 чёрный слон · b6 чёрная пешка · c6 белая ладья · e6 чёрная пешка · f6 чёрный король · h6 чёрная ладья · a5 чёрный слон · b5 чёрная пешка · d5 белая пешка · e5 белый конь · g5 белая ладья · g4 белая пешка · b3 белая пешка · e3 белый король · f3 белый конь · g3 белая пешка · h3 чёрная пешка · a2 чёрный конь | f8 белый слон · d7 чёрная пешка · g7 чёрный конь · h7 чёрная ладья · a6 чёрный слон · b6 чёрная пешка · c6 белая ладья · e6 чёрная пешка · f6 чёрный король · h6 чёрная ладья · a5 чёрный слон · b5 чёрная пешка · d5 белая пешка · e5 белый конь · g5 белая ладья · g4 белая пешка · b3 белая пешка · e3 белый король · f3 белый конь · g3 белая пешка · h3 чёрная пешка · a2 чёрный конь | f8 белый слон · d7 чёрная пешка · g7 чёрный конь · h7 чёрная ладья · a6 чёрный слон · b6 чёрная пешка · c6 белая ладья · e6 чёрная пешка · f6 чёрный король · h6 чёрная ладья · a5 чёрный слон · b5 чёрная пешка · d5 белая пешка · e5 белый конь · g5 белая ладья · g4 белая пешка · b3 белая пешка · e3 белый король · f3 белый конь · g3 белая пешка · h3 чёрная пешка · a2 чёрный конь | f8 белый слон · d7 чёрная пешка · g7 чёрный конь · h7 чёрная ладья · a6 чёрный слон · b6 чёрная пешка · c6 белая ладья · e6 чёрная пешка · f6 чёрный король · h6 чёрная ладья · a5 чёрный слон · b5 чёрная пешка · d5 белая пешка · e5 белый конь · g5 белая ладья · g4 белая пешка · b3 белая пешка · e3 белый король · f3 белый конь · g3 белая пешка · h3 чёрная пешка · a2 чёрный конь | 2 |
| 1 | f8 белый слон · d7 чёрная пешка · g7 чёрный конь · h7 чёрная ладья · a6 чёрный слон · b6 чёрная пешка · c6 белая ладья · e6 чёрная пешка · f6 чёрный король · h6 чёрная ладья · a5 чёрный слон · b5 чёрная пешка · d5 белая пешка · e5 белый конь · g5 белая ладья · g4 белая пешка · b3 белая пешка · e3 белый король · f3 белый конь · g3 белая пешка · h3 чёрная пешка · a2 чёрный конь | f8 белый слон · d7 чёрная пешка · g7 чёрный конь · h7 чёрная ладья · a6 чёрный слон · b6 чёрная пешка · c6 белая ладья · e6 чёрная пешка · f6 чёрный король · h6 чёрная ладья · a5 чёрный слон · b5 чёрная пешка · d5 белая пешка · e5 белый конь · g5 белая ладья · g4 белая пешка · b3 белая пешка · e3 белый король · f3 белый конь · g3 белая пешка · h3 чёрная пешка · a2 чёрный конь | f8 белый слон · d7 чёрная пешка · g7 чёрный конь · h7 чёрная ладья · a6 чёрный слон · b6 чёрная пешка · c6 белая ладья · e6 чёрная пешка · f6 чёрный король · h6 чёрная ладья · a5 чёрный слон · b5 чёрная пешка · d5 белая пешка · e5 белый конь · g5 белая ладья · g4 белая пешка · b3 белая пешка · e3 белый король · f3 белый конь · g3 белая пешка · h3 чёрная пешка · a2 чёрный конь | f8 белый слон · d7 чёрная пешка · g7 чёрный конь · h7 чёрная ладья · a6 чёрный слон · b6 чёрная пешка · c6 белая ладья · e6 чёрная пешка · f6 чёрный король · h6 чёрная ладья · a5 чёрный слон · b5 чёрная пешка · d5 белая пешка · e5 белый конь · g5 белая ладья · g4 белая пешка · b3 белая пешка · e3 белый король · f3 белый конь · g3 белая пешка · h3 чёрная пешка · a2 чёрный конь | f8 белый слон · d7 чёрная пешка · g7 чёрный конь · h7 чёрная ладья · a6 чёрный слон · b6 чёрная пешка · c6 белая ладья · e6 чёрная пешка · f6 чёрный король · h6 чёрная ладья · a5 чёрный слон · b5 чёрная пешка · d5 белая пешка · e5 белый конь · g5 белая ладья · g4 белая пешка · b3 белая пешка · e3 белый король · f3 белый конь · g3 белая пешка · h3 чёрная пешка · a2 чёрный конь | f8 белый слон · d7 чёрная пешка · g7 чёрный конь · h7 чёрная ладья · a6 чёрный слон · b6 чёрная пешка · c6 белая ладья · e6 чёрная пешка · f6 чёрный король · h6 чёрная ладья · a5 чёрный слон · b5 чёрная пешка · d5 белая пешка · e5 белый конь · g5 белая ладья · g4 белая пешка · b3 белая пешка · e3 белый король · f3 белый конь · g3 белая пешка · h3 чёрная пешка · a2 чёрный конь | f8 белый слон · d7 чёрная пешка · g7 чёрный конь · h7 чёрная ладья · a6 чёрный слон · b6 чёрная пешка · c6 белая ладья · e6 чёрная пешка · f6 чёрный король · h6 чёрная ладья · a5 чёрный слон · b5 чёрная пешка · d5 белая пешка · e5 белый конь · g5 белая ладья · g4 белая пешка · b3 белая пешка · e3 белый король · f3 белый конь · g3 белая пешка · h3 чёрная пешка · a2 чёрный конь | f8 белый слон · d7 чёрная пешка · g7 чёрный конь · h7 чёрная ладья · a6 чёрный слон · b6 чёрная пешка · c6 белая ладья · e6 чёрная пешка · f6 чёрный король · h6 чёрная ладья · a5 чёрный слон · b5 чёрная пешка · d5 белая пешка · e5 белый конь · g5 белая ладья · g4 белая пешка · b3 белая пешка · e3 белый король · f3 белый конь · g3 белая пешка · h3 чёрная пешка · a2 чёрный конь | 1 |
|   | a | b | c | d | e | f | g | h |   |

|   | a | b | c | d | e | f | g | h |   |
| - | --- | --- | --- | --- | --- | --- | --- | --- | - |
| 8 | a8 чёрный конь · e8 белый конь · f8 чёрный слон · a7 чёрная пешка · f6 белый слон · g6 белая ладья · a5 чёрная пешка · c5 чёрный король · d5 белый слон · a4 белая пешка · c4 белый конь · e4 белая пешка · a3 белый король · d3 чёрная пешка · f3 чёрный конь · b2 белая пешка · d2 белая пешка · a1 белый ферзь | a8 чёрный конь · e8 белый конь · f8 чёрный слон · a7 чёрная пешка · f6 белый слон · g6 белая ладья · a5 чёрная пешка · c5 чёрный король · d5 белый слон · a4 белая пешка · c4 белый конь · e4 белая пешка · a3 белый король · d3 чёрная пешка · f3 чёрный конь · b2 белая пешка · d2 белая пешка · a1 белый ферзь | a8 чёрный конь · e8 белый конь · f8 чёрный слон · a7 чёрная пешка · f6 белый слон · g6 белая ладья · a5 чёрная пешка · c5 чёрный король · d5 белый слон · a4 белая пешка · c4 белый конь · e4 белая пешка · a3 белый король · d3 чёрная пешка · f3 чёрный конь · b2 белая пешка · d2 белая пешка · a1 белый ферзь | a8 чёрный конь · e8 белый конь · f8 чёрный слон · a7 чёрная пешка · f6 белый слон · g6 белая ладья · a5 чёрная пешка · c5 чёрный король · d5 белый слон · a4 белая пешка · c4 белый конь · e4 белая пешка · a3 белый король · d3 чёрная пешка · f3 чёрный конь · b2 белая пешка · d2 белая пешка · a1 белый ферзь | a8 чёрный конь · e8 белый конь · f8 чёрный слон · a7 чёрная пешка · f6 белый слон · g6 белая ладья · a5 чёрная пешка · c5 чёрный король · d5 белый слон · a4 белая пешка · c4 белый конь · e4 белая пешка · a3 белый король · d3 чёрная пешка · f3 чёрный конь · b2 белая пешка · d2 белая пешка · a1 белый ферзь | a8 чёрный конь · e8 белый конь · f8 чёрный слон · a7 чёрная пешка · f6 белый слон · g6 белая ладья · a5 чёрная пешка · c5 чёрный король · d5 белый слон · a4 белая пешка · c4 белый конь · e4 белая пешка · a3 белый король · d3 чёрная пешка · f3 чёрный конь · b2 белая пешка · d2 белая пешка · a1 белый ферзь | a8 чёрный конь · e8 белый конь · f8 чёрный слон · a7 чёрная пешка · f6 белый слон · g6 белая ладья · a5 чёрная пешка · c5 чёрный король · d5 белый слон · a4 белая пешка · c4 белый конь · e4 белая пешка · a3 белый король · d3 чёрная пешка · f3 чёрный конь · b2 белая пешка · d2 белая пешка · a1 белый ферзь | a8 чёрный конь · e8 белый конь · f8 чёрный слон · a7 чёрная пешка · f6 белый слон · g6 белая ладья · a5 чёрная пешка · c5 чёрный король · d5 белый слон · a4 белая пешка · c4 белый конь · e4 белая пешка · a3 белый король · d3 чёрная пешка · f3 чёрный конь · b2 белая пешка · d2 белая пешка · a1 белый ферзь | 8 |
| 7 | a8 чёрный конь · e8 белый конь · f8 чёрный слон · a7 чёрная пешка · f6 белый слон · g6 белая ладья · a5 чёрная пешка · c5 чёрный король · d5 белый слон · a4 белая пешка · c4 белый конь · e4 белая пешка · a3 белый король · d3 чёрная пешка · f3 чёрный конь · b2 белая пешка · d2 белая пешка · a1 белый ферзь | a8 чёрный конь · e8 белый конь · f8 чёрный слон · a7 чёрная пешка · f6 белый слон · g6 белая ладья · a5 чёрная пешка · c5 чёрный король · d5 белый слон · a4 белая пешка · c4 белый конь · e4 белая пешка · a3 белый король · d3 чёрная пешка · f3 чёрный конь · b2 белая пешка · d2 белая пешка · a1 белый ферзь | a8 чёрный конь · e8 белый конь · f8 чёрный слон · a7 чёрная пешка · f6 белый слон · g6 белая ладья · a5 чёрная пешка · c5 чёрный король · d5 белый слон · a4 белая пешка · c4 белый конь · e4 белая пешка · a3 белый король · d3 чёрная пешка · f3 чёрный конь · b2 белая пешка · d2 белая пешка · a1 белый ферзь | a8 чёрный конь · e8 белый конь · f8 чёрный слон · a7 чёрная пешка · f6 белый слон · g6 белая ладья · a5 чёрная пешка · c5 чёрный король · d5 белый слон · a4 белая пешка · c4 белый конь · e4 белая пешка · a3 белый король · d3 чёрная пешка · f3 чёрный конь · b2 белая пешка · d2 белая пешка · a1 белый ферзь | a8 чёрный конь · e8 белый конь · f8 чёрный слон · a7 чёрная пешка · f6 белый слон · g6 белая ладья · a5 чёрная пешка · c5 чёрный король · d5 белый слон · a4 белая пешка · c4 белый конь · e4 белая пешка · a3 белый король · d3 чёрная пешка · f3 чёрный конь · b2 белая пешка · d2 белая пешка · a1 белый ферзь | a8 чёрный конь · e8 белый конь · f8 чёрный слон · a7 чёрная пешка · f6 белый слон · g6 белая ладья · a5 чёрная пешка · c5 чёрный король · d5 белый слон · a4 белая пешка · c4 белый конь · e4 белая пешка · a3 белый король · d3 чёрная пешка · f3 чёрный конь · b2 белая пешка · d2 белая пешка · a1 белый ферзь | a8 чёрный конь · e8 белый конь · f8 чёрный слон · a7 чёрная пешка · f6 белый слон · g6 белая ладья · a5 чёрная пешка · c5 чёрный король · d5 белый слон · a4 белая пешка · c4 белый конь · e4 белая пешка · a3 белый король · d3 чёрная пешка · f3 чёрный конь · b2 белая пешка · d2 белая пешка · a1 белый ферзь | a8 чёрный конь · e8 белый конь · f8 чёрный слон · a7 чёрная пешка · f6 белый слон · g6 белая ладья · a5 чёрная пешка · c5 чёрный король · d5 белый слон · a4 белая пешка · c4 белый конь · e4 белая пешка · a3 белый король · d3 чёрная пешка · f3 чёрный конь · b2 белая пешка · d2 белая пешка · a1 белый ферзь | 7 |
| 6 | a8 чёрный конь · e8 белый конь · f8 чёрный слон · a7 чёрная пешка · f6 белый слон · g6 белая ладья · a5 чёрная пешка · c5 чёрный король · d5 белый слон · a4 белая пешка · c4 белый конь · e4 белая пешка · a3 белый король · d3 чёрная пешка · f3 чёрный конь · b2 белая пешка · d2 белая пешка · a1 белый ферзь | a8 чёрный конь · e8 белый конь · f8 чёрный слон · a7 чёрная пешка · f6 белый слон · g6 белая ладья · a5 чёрная пешка · c5 чёрный король · d5 белый слон · a4 белая пешка · c4 белый конь · e4 белая пешка · a3 белый король · d3 чёрная пешка · f3 чёрный конь · b2 белая пешка · d2 белая пешка · a1 белый ферзь | a8 чёрный конь · e8 белый конь · f8 чёрный слон · a7 чёрная пешка · f6 белый слон · g6 белая ладья · a5 чёрная пешка · c5 чёрный король · d5 белый слон · a4 белая пешка · c4 белый конь · e4 белая пешка · a3 белый король · d3 чёрная пешка · f3 чёрный конь · b2 белая пешка · d2 белая пешка · a1 белый ферзь | a8 чёрный конь · e8 белый конь · f8 чёрный слон · a7 чёрная пешка · f6 белый слон · g6 белая ладья · a5 чёрная пешка · c5 чёрный король · d5 белый слон · a4 белая пешка · c4 белый конь · e4 белая пешка · a3 белый король · d3 чёрная пешка · f3 чёрный конь · b2 белая пешка · d2 белая пешка · a1 белый ферзь | a8 чёрный конь · e8 белый конь · f8 чёрный слон · a7 чёрная пешка · f6 белый слон · g6 белая ладья · a5 чёрная пешка · c5 чёрный король · d5 белый слон · a4 белая пешка · c4 белый конь · e4 белая пешка · a3 белый король · d3 чёрная пешка · f3 чёрный конь · b2 белая пешка · d2 белая пешка · a1 белый ферзь | a8 чёрный конь · e8 белый конь · f8 чёрный слон · a7 чёрная пешка · f6 белый слон · g6 белая ладья · a5 чёрная пешка · c5 чёрный король · d5 белый слон · a4 белая пешка · c4 белый конь · e4 белая пешка · a3 белый король · d3 чёрная пешка · f3 чёрный конь · b2 белая пешка · d2 белая пешка · a1 белый ферзь | a8 чёрный конь · e8 белый конь · f8 чёрный слон · a7 чёрная пешка · f6 белый слон · g6 белая ладья · a5 чёрная пешка · c5 чёрный король · d5 белый слон · a4 белая пешка · c4 белый конь · e4 белая пешка · a3 белый король · d3 чёрная пешка · f3 чёрный конь · b2 белая пешка · d2 белая пешка · a1 белый ферзь | a8 чёрный конь · e8 белый конь · f8 чёрный слон · a7 чёрная пешка · f6 белый слон · g6 белая ладья · a5 чёрная пешка · c5 чёрный король · d5 белый слон · a4 белая пешка · c4 белый конь · e4 белая пешка · a3 белый король · d3 чёрная пешка · f3 чёрный конь · b2 белая пешка · d2 белая пешка · a1 белый ферзь | 6 |
| 5 | a8 чёрный конь · e8 белый конь · f8 чёрный слон · a7 чёрная пешка · f6 белый слон · g6 белая ладья · a5 чёрная пешка · c5 чёрный король · d5 белый слон · a4 белая пешка · c4 белый конь · e4 белая пешка · a3 белый король · d3 чёрная пешка · f3 чёрный конь · b2 белая пешка · d2 белая пешка · a1 белый ферзь | a8 чёрный конь · e8 белый конь · f8 чёрный слон · a7 чёрная пешка · f6 белый слон · g6 белая ладья · a5 чёрная пешка · c5 чёрный король · d5 белый слон · a4 белая пешка · c4 белый конь · e4 белая пешка · a3 белый король · d3 чёрная пешка · f3 чёрный конь · b2 белая пешка · d2 белая пешка · a1 белый ферзь | a8 чёрный конь · e8 белый конь · f8 чёрный слон · a7 чёрная пешка · f6 белый слон · g6 белая ладья · a5 чёрная пешка · c5 чёрный король · d5 белый слон · a4 белая пешка · c4 белый конь · e4 белая пешка · a3 белый король · d3 чёрная пешка · f3 чёрный конь · b2 белая пешка · d2 белая пешка · a1 белый ферзь | a8 чёрный конь · e8 белый конь · f8 чёрный слон · a7 чёрная пешка · f6 белый слон · g6 белая ладья · a5 чёрная пешка · c5 чёрный король · d5 белый слон · a4 белая пешка · c4 белый конь · e4 белая пешка · a3 белый король · d3 чёрная пешка · f3 чёрный конь · b2 белая пешка · d2 белая пешка · a1 белый ферзь | a8 чёрный конь · e8 белый конь · f8 чёрный слон · a7 чёрная пешка · f6 белый слон · g6 белая ладья · a5 чёрная пешка · c5 чёрный король · d5 белый слон · a4 белая пешка · c4 белый конь · e4 белая пешка · a3 белый король · d3 чёрная пешка · f3 чёрный конь · b2 белая пешка · d2 белая пешка · a1 белый ферзь | a8 чёрный конь · e8 белый конь · f8 чёрный слон · a7 чёрная пешка · f6 белый слон · g6 белая ладья · a5 чёрная пешка · c5 чёрный король · d5 белый слон · a4 белая пешка · c4 белый конь · e4 белая пешка · a3 белый король · d3 чёрная пешка · f3 чёрный конь · b2 белая пешка · d2 белая пешка · a1 белый ферзь | a8 чёрный конь · e8 белый конь · f8 чёрный слон · a7 чёрная пешка · f6 белый слон · g6 белая ладья · a5 чёрная пешка · c5 чёрный король · d5 белый слон · a4 белая пешка · c4 белый конь · e4 белая пешка · a3 белый король · d3 чёрная пешка · f3 чёрный конь · b2 белая пешка · d2 белая пешка · a1 белый ферзь | a8 чёрный конь · e8 белый конь · f8 чёрный слон · a7 чёрная пешка · f6 белый слон · g6 белая ладья · a5 чёрная пешка · c5 чёрный король · d5 белый слон · a4 белая пешка · c4 белый конь · e4 белая пешка · a3 белый король · d3 чёрная пешка · f3 чёрный конь · b2 белая пешка · d2 белая пешка · a1 белый ферзь | 5 |
| 4 | a8 чёрный конь · e8 белый конь · f8 чёрный слон · a7 чёрная пешка · f6 белый слон · g6 белая ладья · a5 чёрная пешка · c5 чёрный король · d5 белый слон · a4 белая пешка · c4 белый конь · e4 белая пешка · a3 белый король · d3 чёрная пешка · f3 чёрный конь · b2 белая пешка · d2 белая пешка · a1 белый ферзь | a8 чёрный конь · e8 белый конь · f8 чёрный слон · a7 чёрная пешка · f6 белый слон · g6 белая ладья · a5 чёрная пешка · c5 чёрный король · d5 белый слон · a4 белая пешка · c4 белый конь · e4 белая пешка · a3 белый король · d3 чёрная пешка · f3 чёрный конь · b2 белая пешка · d2 белая пешка · a1 белый ферзь | a8 чёрный конь · e8 белый конь · f8 чёрный слон · a7 чёрная пешка · f6 белый слон · g6 белая ладья · a5 чёрная пешка · c5 чёрный король · d5 белый слон · a4 белая пешка · c4 белый конь · e4 белая пешка · a3 белый король · d3 чёрная пешка · f3 чёрный конь · b2 белая пешка · d2 белая пешка · a1 белый ферзь | a8 чёрный конь · e8 белый конь · f8 чёрный слон · a7 чёрная пешка · f6 белый слон · g6 белая ладья · a5 чёрная пешка · c5 чёрный король · d5 белый слон · a4 белая пешка · c4 белый конь · e4 белая пешка · a3 белый король · d3 чёрная пешка · f3 чёрный конь · b2 белая пешка · d2 белая пешка · a1 белый ферзь | a8 чёрный конь · e8 белый конь · f8 чёрный слон · a7 чёрная пешка · f6 белый слон · g6 белая ладья · a5 чёрная пешка · c5 чёрный король · d5 белый слон · a4 белая пешка · c4 белый конь · e4 белая пешка · a3 белый король · d3 чёрная пешка · f3 чёрный конь · b2 белая пешка · d2 белая пешка · a1 белый ферзь | a8 чёрный конь · e8 белый конь · f8 чёрный слон · a7 чёрная пешка · f6 белый слон · g6 белая ладья · a5 чёрная пешка · c5 чёрный король · d5 белый слон · a4 белая пешка · c4 белый конь · e4 белая пешка · a3 белый король · d3 чёрная пешка · f3 чёрный конь · b2 белая пешка · d2 белая пешка · a1 белый ферзь | a8 чёрный конь · e8 белый конь · f8 чёрный слон · a7 чёрная пешка · f6 белый слон · g6 белая ладья · a5 чёрная пешка · c5 чёрный король · d5 белый слон · a4 белая пешка · c4 белый конь · e4 белая пешка · a3 белый король · d3 чёрная пешка · f3 чёрный конь · b2 белая пешка · d2 белая пешка · a1 белый ферзь | a8 чёрный конь · e8 белый конь · f8 чёрный слон · a7 чёрная пешка · f6 белый слон · g6 белая ладья · a5 чёрная пешка · c5 чёрный король · d5 белый слон · a4 белая пешка · c4 белый конь · e4 белая пешка · a3 белый король · d3 чёрная пешка · f3 чёрный конь · b2 белая пешка · d2 белая пешка · a1 белый ферзь | 4 |
| 3 | a8 чёрный конь · e8 белый конь · f8 чёрный слон · a7 чёрная пешка · f6 белый слон · g6 белая ладья · a5 чёрная пешка · c5 чёрный король · d5 белый слон · a4 белая пешка · c4 белый конь · e4 белая пешка · a3 белый король · d3 чёрная пешка · f3 чёрный конь · b2 белая пешка · d2 белая пешка · a1 белый ферзь | a8 чёрный конь · e8 белый конь · f8 чёрный слон · a7 чёрная пешка · f6 белый слон · g6 белая ладья · a5 чёрная пешка · c5 чёрный король · d5 белый слон · a4 белая пешка · c4 белый конь · e4 белая пешка · a3 белый король · d3 чёрная пешка · f3 чёрный конь · b2 белая пешка · d2 белая пешка · a1 белый ферзь | a8 чёрный конь · e8 белый конь · f8 чёрный слон · a7 чёрная пешка · f6 белый слон · g6 белая ладья · a5 чёрная пешка · c5 чёрный король · d5 белый слон · a4 белая пешка · c4 белый конь · e4 белая пешка · a3 белый король · d3 чёрная пешка · f3 чёрный конь · b2 белая пешка · d2 белая пешка · a1 белый ферзь | a8 чёрный конь · e8 белый конь · f8 чёрный слон · a7 чёрная пешка · f6 белый слон · g6 белая ладья · a5 чёрная пешка · c5 чёрный король · d5 белый слон · a4 белая пешка · c4 белый конь · e4 белая пешка · a3 белый король · d3 чёрная пешка · f3 чёрный конь · b2 белая пешка · d2 белая пешка · a1 белый ферзь | a8 чёрный конь · e8 белый конь · f8 чёрный слон · a7 чёрная пешка · f6 белый слон · g6 белая ладья · a5 чёрная пешка · c5 чёрный король · d5 белый слон · a4 белая пешка · c4 белый конь · e4 белая пешка · a3 белый король · d3 чёрная пешка · f3 чёрный конь · b2 белая пешка · d2 белая пешка · a1 белый ферзь | a8 чёрный конь · e8 белый конь · f8 чёрный слон · a7 чёрная пешка · f6 белый слон · g6 белая ладья · a5 чёрная пешка · c5 чёрный король · d5 белый слон · a4 белая пешка · c4 белый конь · e4 белая пешка · a3 белый король · d3 чёрная пешка · f3 чёрный конь · b2 белая пешка · d2 белая пешка · a1 белый ферзь | a8 чёрный конь · e8 белый конь · f8 чёрный слон · a7 чёрная пешка · f6 белый слон · g6 белая ладья · a5 чёрная пешка · c5 чёрный король · d5 белый слон · a4 белая пешка · c4 белый конь · e4 белая пешка · a3 белый король · d3 чёрная пешка · f3 чёрный конь · b2 белая пешка · d2 белая пешка · a1 белый ферзь | a8 чёрный конь · e8 белый конь · f8 чёрный слон · a7 чёрная пешка · f6 белый слон · g6 белая ладья · a5 чёрная пешка · c5 чёрный король · d5 белый слон · a4 белая пешка · c4 белый конь · e4 белая пешка · a3 белый король · d3 чёрная пешка · f3 чёрный конь · b2 белая пешка · d2 белая пешка · a1 белый ферзь | 3 |
| 2 | a8 чёрный конь · e8 белый конь · f8 чёрный слон · a7 чёрная пешка · f6 белый слон · g6 белая ладья · a5 чёрная пешка · c5 чёрный король · d5 белый слон · a4 белая пешка · c4 белый конь · e4 белая пешка · a3 белый король · d3 чёрная пешка · f3 чёрный конь · b2 белая пешка · d2 белая пешка · a1 белый ферзь | a8 чёрный конь · e8 белый конь · f8 чёрный слон · a7 чёрная пешка · f6 белый слон · g6 белая ладья · a5 чёрная пешка · c5 чёрный король · d5 белый слон · a4 белая пешка · c4 белый конь · e4 белая пешка · a3 белый король · d3 чёрная пешка · f3 чёрный конь · b2 белая пешка · d2 белая пешка · a1 белый ферзь | a8 чёрный конь · e8 белый конь · f8 чёрный слон · a7 чёрная пешка · f6 белый слон · g6 белая ладья · a5 чёрная пешка · c5 чёрный король · d5 белый слон · a4 белая пешка · c4 белый конь · e4 белая пешка · a3 белый король · d3 чёрная пешка · f3 чёрный конь · b2 белая пешка · d2 белая пешка · a1 белый ферзь | a8 чёрный конь · e8 белый конь · f8 чёрный слон · a7 чёрная пешка · f6 белый слон · g6 белая ладья · a5 чёрная пешка · c5 чёрный король · d5 белый слон · a4 белая пешка · c4 белый конь · e4 белая пешка · a3 белый король · d3 чёрная пешка · f3 чёрный конь · b2 белая пешка · d2 белая пешка · a1 белый ферзь | a8 чёрный конь · e8 белый конь · f8 чёрный слон · a7 чёрная пешка · f6 белый слон · g6 белая ладья · a5 чёрная пешка · c5 чёрный король · d5 белый слон · a4 белая пешка · c4 белый конь · e4 белая пешка · a3 белый король · d3 чёрная пешка · f3 чёрный конь · b2 белая пешка · d2 белая пешка · a1 белый ферзь | a8 чёрный конь · e8 белый конь · f8 чёрный слон · a7 чёрная пешка · f6 белый слон · g6 белая ладья · a5 чёрная пешка · c5 чёрный король · d5 белый слон · a4 белая пешка · c4 белый конь · e4 белая пешка · a3 белый король · d3 чёрная пешка · f3 чёрный конь · b2 белая пешка · d2 белая пешка · a1 белый ферзь | a8 чёрный конь · e8 белый конь · f8 чёрный слон · a7 чёрная пешка · f6 белый слон · g6 белая ладья · a5 чёрная пешка · c5 чёрный король · d5 белый слон · a4 белая пешка · c4 белый конь · e4 белая пешка · a3 белый король · d3 чёрная пешка · f3 чёрный конь · b2 белая пешка · d2 белая пешка · a1 белый ферзь | a8 чёрный конь · e8 белый конь · f8 чёрный слон · a7 чёрная пешка · f6 белый слон · g6 белая ладья · a5 чёрная пешка · c5 чёрный король · d5 белый слон · a4 белая пешка · c4 белый конь · e4 белая пешка · a3 белый король · d3 чёрная пешка · f3 чёрный конь · b2 белая пешка · d2 белая пешка · a1 белый ферзь | 2 |
| 1 | a8 чёрный конь · e8 белый конь · f8 чёрный слон · a7 чёрная пешка · f6 белый слон · g6 белая ладья · a5 чёрная пешка · c5 чёрный король · d5 белый слон · a4 белая пешка · c4 белый конь · e4 белая пешка · a3 белый король · d3 чёрная пешка · f3 чёрный конь · b2 белая пешка · d2 белая пешка · a1 белый ферзь | a8 чёрный конь · e8 белый конь · f8 чёрный слон · a7 чёрная пешка · f6 белый слон · g6 белая ладья · a5 чёрная пешка · c5 чёрный король · d5 белый слон · a4 белая пешка · c4 белый конь · e4 белая пешка · a3 белый король · d3 чёрная пешка · f3 чёрный конь · b2 белая пешка · d2 белая пешка · a1 белый ферзь | a8 чёрный конь · e8 белый конь · f8 чёрный слон · a7 чёрная пешка · f6 белый слон · g6 белая ладья · a5 чёрная пешка · c5 чёрный король · d5 белый слон · a4 белая пешка · c4 белый конь · e4 белая пешка · a3 белый король · d3 чёрная пешка · f3 чёрный конь · b2 белая пешка · d2 белая пешка · a1 белый ферзь | a8 чёрный конь · e8 белый конь · f8 чёрный слон · a7 чёрная пешка · f6 белый слон · g6 белая ладья · a5 чёрная пешка · c5 чёрный король · d5 белый слон · a4 белая пешка · c4 белый конь · e4 белая пешка · a3 белый король · d3 чёрная пешка · f3 чёрный конь · b2 белая пешка · d2 белая пешка · a1 белый ферзь | a8 чёрный конь · e8 белый конь · f8 чёрный слон · a7 чёрная пешка · f6 белый слон · g6 белая ладья · a5 чёрная пешка · c5 чёрный король · d5 белый слон · a4 белая пешка · c4 белый конь · e4 белая пешка · a3 белый король · d3 чёрная пешка · f3 чёрный конь · b2 белая пешка · d2 белая пешка · a1 белый ферзь | a8 чёрный конь · e8 белый конь · f8 чёрный слон · a7 чёрная пешка · f6 белый слон · g6 белая ладья · a5 чёрная пешка · c5 чёрный король · d5 белый слон · a4 белая пешка · c4 белый конь · e4 белая пешка · a3 белый король · d3 чёрная пешка · f3 чёрный конь · b2 белая пешка · d2 белая пешка · a1 белый ферзь | a8 чёрный конь · e8 белый конь · f8 чёрный слон · a7 чёрная пешка · f6 белый слон · g6 белая ладья · a5 чёрная пешка · c5 чёрный король · d5 белый слон · a4 белая пешка · c4 белый конь · e4 белая пешка · a3 белый король · d3 чёрная пешка · f3 чёрный конь · b2 белая пешка · d2 белая пешка · a1 белый ферзь | a8 чёрный конь · e8 белый конь · f8 чёрный слон · a7 чёрная пешка · f6 белый слон · g6 белая ладья · a5 чёрная пешка · c5 чёрный король · d5 белый слон · a4 белая пешка · c4 белый конь · e4 белая пешка · a3 белый король · d3 чёрная пешка · f3 чёрный конь · b2 белая пешка · d2 белая пешка · a1 белый ферзь | 1 |
|   | a | b | c | d | e | f | g | h |   |